# 7,62-cm-Flak L/30
Die 7,62-cm-Flak L/30 war eine Flugabwehrkanone des Deutschen Kaiserreichs und wurde im Ersten Weltkrieg eingesetzt.

## Entwicklung
Zu Beginn des Ersten Weltkrieges verfügte die Kaiserliche Armee über sehr wenige effektive Waffen gegen Flugzeuge. Um möglichst schnell eine große Anzahl an Flugabwehrkanonen herzustellen, nutzte man als Grundlage hierfür die russische 7,62-cm-Feldkanone M. 1902. Diese Geschütz wurde 1914 und 1915 in großen Stückzahlen an der Ostfront erbeutet. Daraufhin bauten Rheinmetall und die Friedrich Krupp AG das Geschütz für die eigenen Zwecke um. Daraus entstand die 7,62-cm-Flak L/30, welche in verschiedenen Lafetten gesetzt wurde.

## Technische Beschreibung

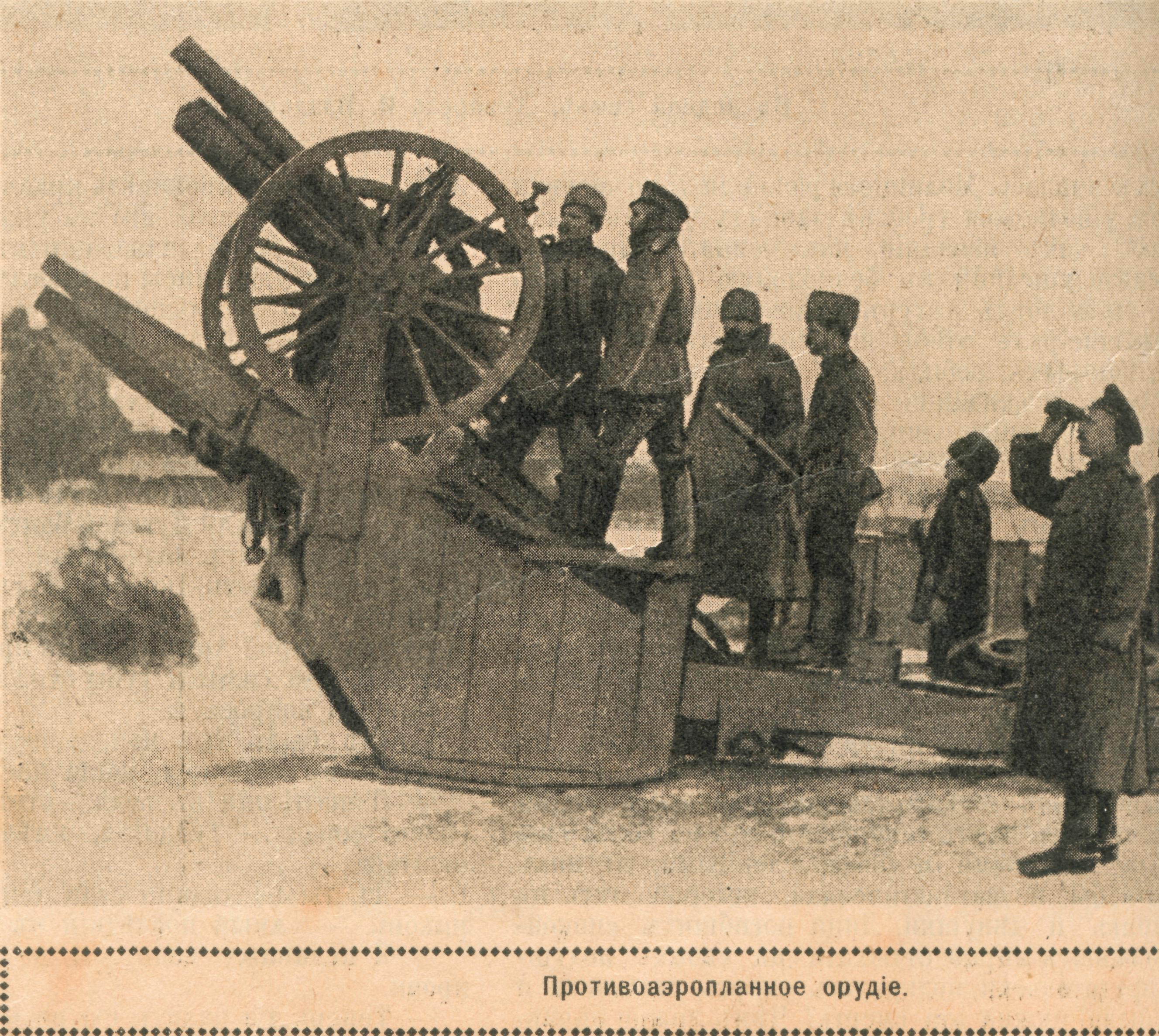
Russische 7,62-cm-Feldkanone M. 1902 auf Steillafatte

Die 7,62-cm-Flak L/30 war eine russische 7,62-cm-Feldkanone M. 1902, welche auf einer Steillafette montiert war. Die ursprüngliche Idee, das Geschützrohr aufzubohren um ein Kaliber von 7,7 cm zu erreichen wurde aufgrund des schlechten Stahl der russischen Geschütze nicht durchgeführt. So wurden die Geschütze grundlegend weiter genutzt, lediglich verschiedene Lafetten wurden entwickelt, um das Geschütz vielseitiger einsetzen zu können.

### 7,62-cm-O.-Flak L/30 (Rh)

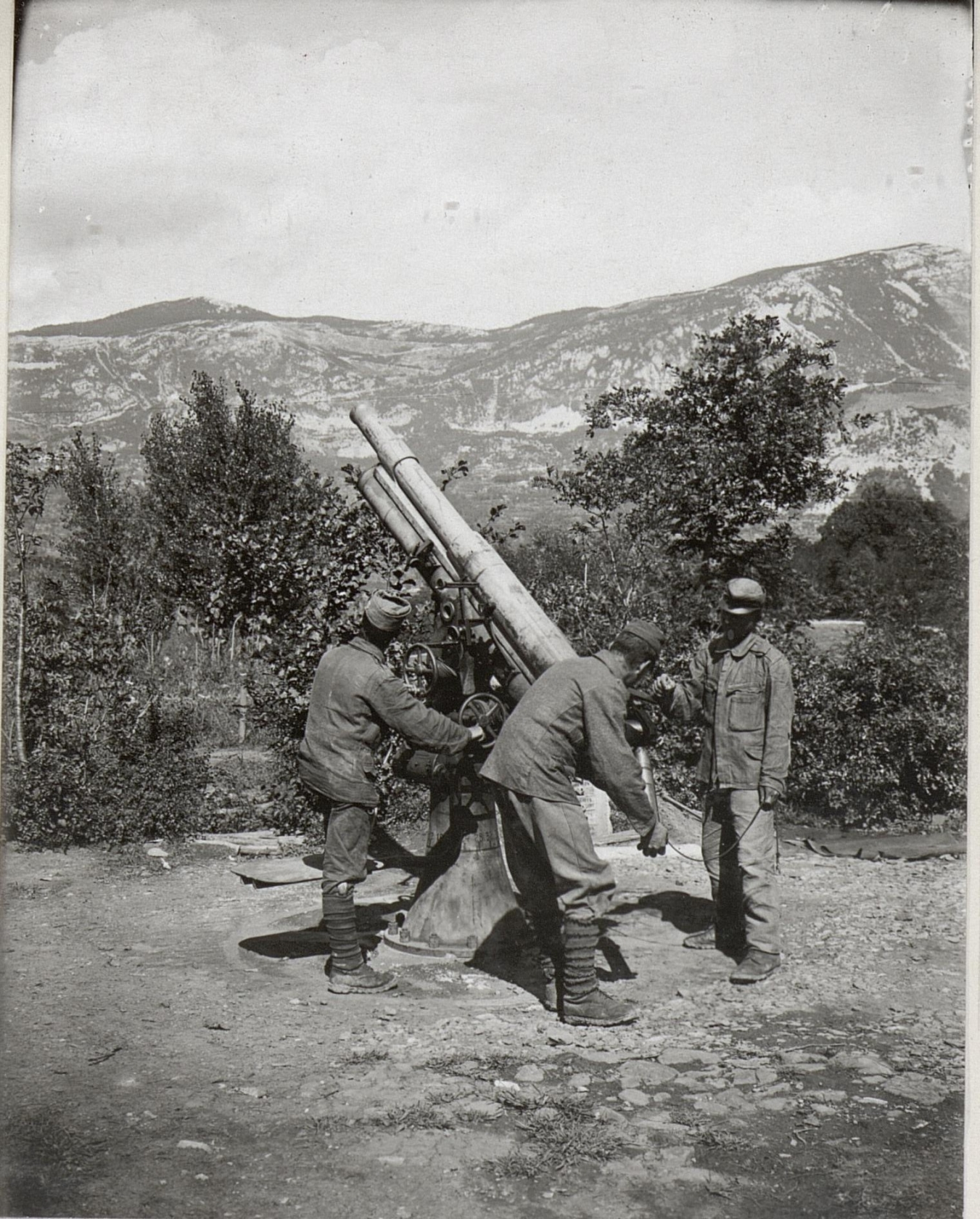
7,62-cm-Flak L/30 in Pivotlafette

Die ortsfeste Flak, auch bezeichnet als 7,62-cm-O.-Flak L/30 (rh) war das erste Geschütz in der Reihe der L/30 und wurde von Rheinmetall gebaut. Das Geschütz stand auf einer Pivolafette, dessen Sockel auf einer kreisrunden Bettung aufgeschraubt war. Dies ermöglichte einen Höhenrichtwert von −3 Winkelgrad bis +60 Winkelgrad. Zur Seite konnte das Geschütz um 360 Winkelgrad gedreht werden. Der Sockel hatte die Form eines abgestumpften Kegels und war oben mit einer Seitenrichtmaschine mit Schneckengetriebe ausgerüstet. Am Ende der Lafette befand sich eine Pivotgabel, welche auf einem Königszapfen lag und die Drehung ermöglichte. Auf der linken Seite der Pivotgabel befand sich die Höhenrichtmaschine. Mit dem späteren Einbau einer Doppelschraubenhöhenrichtmaschine konnte das Geschütz auf bis zu +70 Winkelgrad erhöht werden. Für den Richtkanonier und den Ladeschützen gab es Auftritte, welche sich mit dem Geschütz mitdrehten.
Die Zieleinrichtung der Waffe bestand aus Kimme und Korn. Um die Reichweite und Höhe des Schusses einstellen zu können, konnte die Visierkimme um 220 Stiche nach rechts und links, sowie um 60 Teilstriche nach oben und 50 nach unten verstellt werden. Von Rheinmetall befand sich an der rechten Seite eine Richtfläche zum seitlichen Richten der Waffe. Diese wurde als Einheitsrichtmittel bei vielen weiteren Flugabwehrwaffen eingeführt. Die verwendete Munition bestand aus deutschen 7,62-cm-Granaten von Rheinmetall mit einer Sprengladung von 0,35 kg. Mithilfe eines Federvorholers wurde das Geschützrohr nach der Schussabgabe wieder in die Ausgangsposition geschoben. Die Mündungsgeschwindigkeit betrug 588 m/s, wodurch eine maximal Reichweite von 9,4 km erreicht werden konnte. Das gesamte Geschütz wog in der Feuerstellung 3,42 t.

### 7,62-cm-Wagenflak L/30 (Rh)

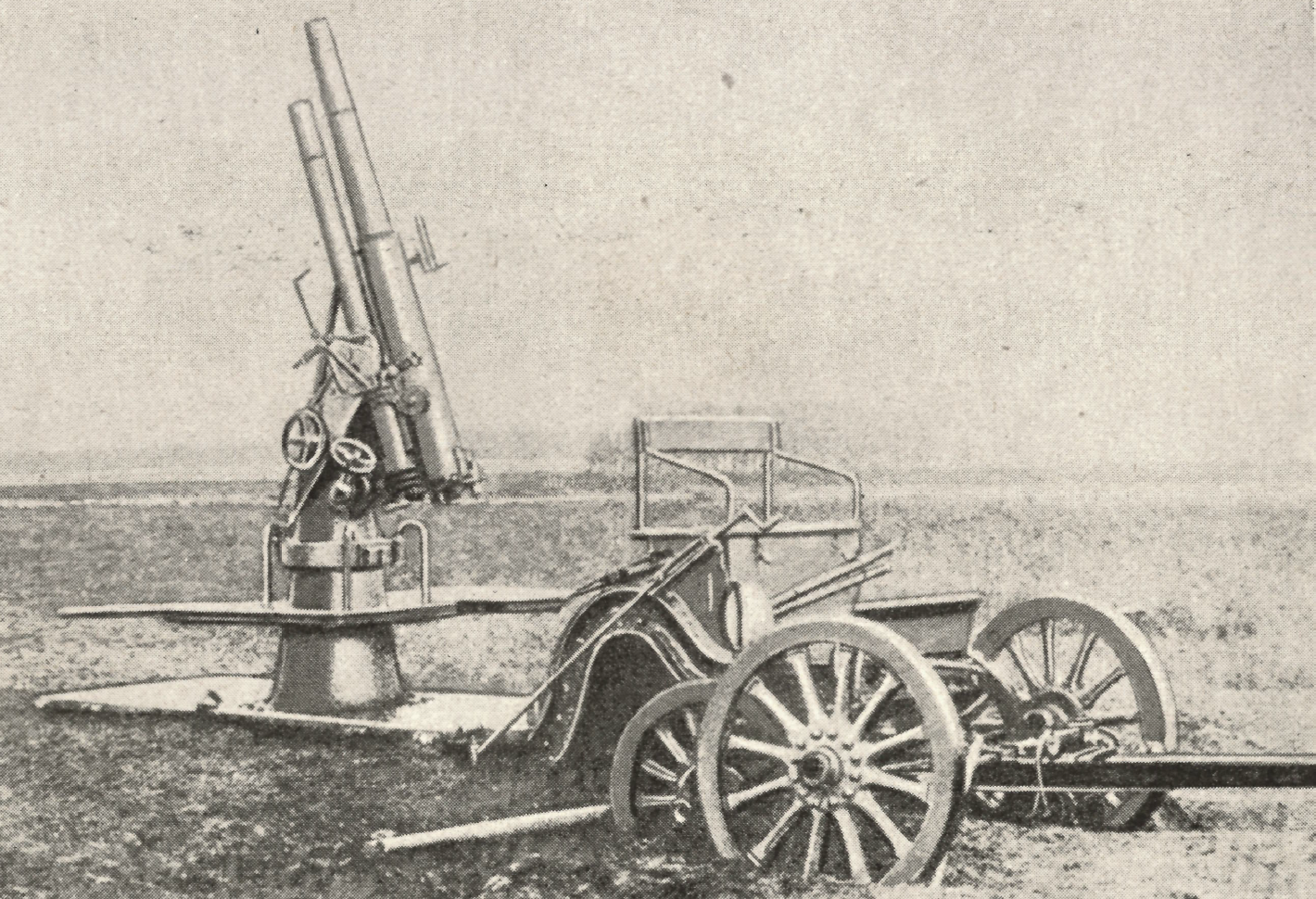
7,62-cm-Flak L/30 in Wagenlafette

Die 7,62-cm-Wagenflak L/30 wurde auch als leicht transportable Flak bezeichnet. Sie ähnelte im Grund der 7,62-cm-O.-Flak L/30, nur war die Lafette auf einem vierrädrigen Wagen aus Eisen montiert, was einen schnellen Stellungswechsel ermöglichte. Der Wagen war sowohl in der Seite als auch in der Höhe beweglich. Das Geschütz war auf dem Wagenrahmen, direkt hinter der Hinterachse montiert.
In der Feuerstellung wurde der Wagen bis zur Rahmenhöhe in die Erde eingelassen und an den Seiten durch vier ausfahrbare Ausleger und nach hinten durch zwei ausfahrbare Schienen verstärkt und abgestützt. Die Vorderachse wurde durch zwei Spannschrauben abgestützt. Die Hinterräder wurden, damit das Geschützrohr beim Rücklauf nicht beschädigt wurde, abgenommen. Die 7,62-cm-Wagenflak L/30 kam zu beginn des Krieges an der Front zum Einsatz. Mit dem weiteren Verlauf wurde sie jedoch weit hinter der Frontlinie eingesetzt.

### 7,62-cm-Eisenbahnflak L/30 (Rh)

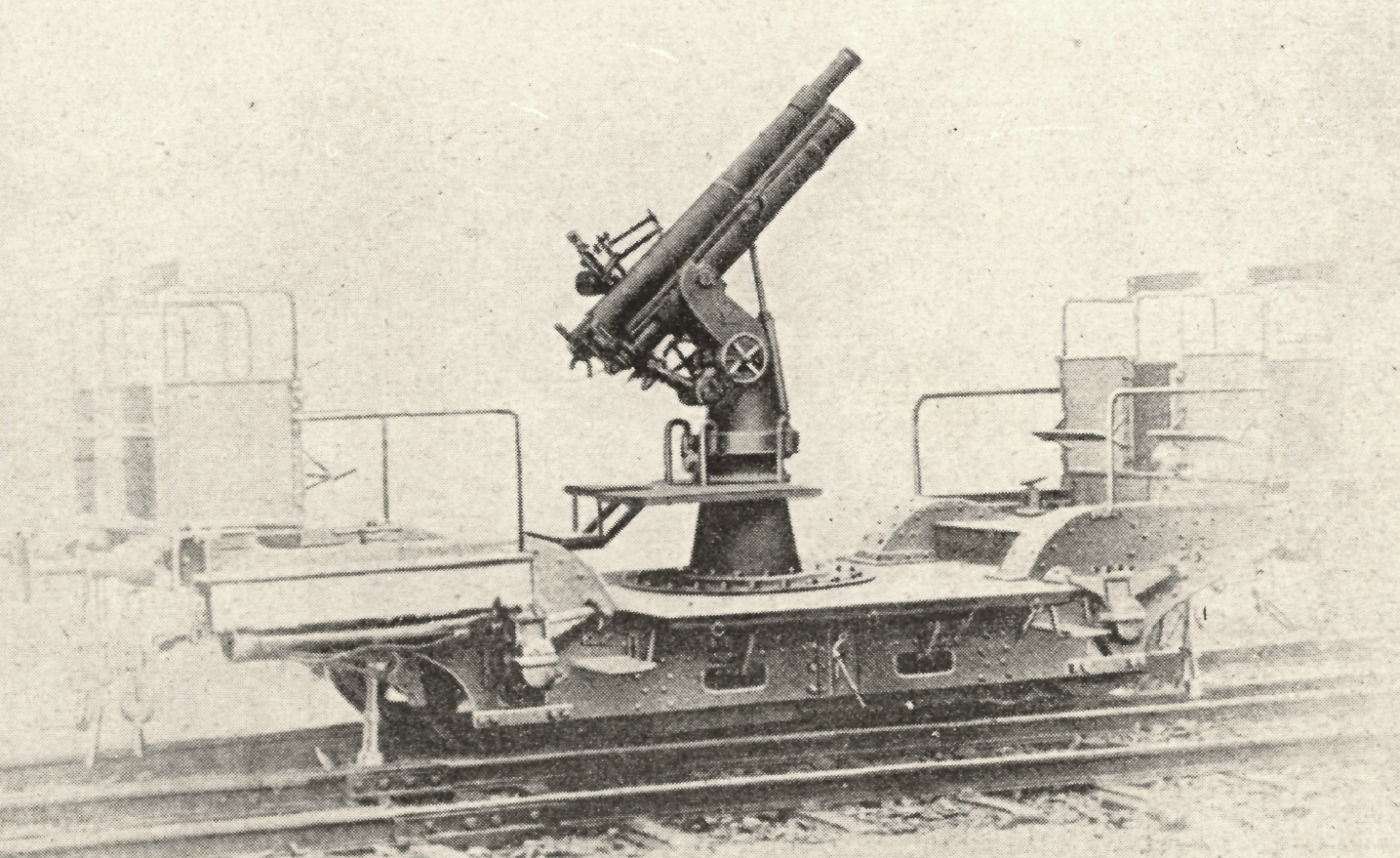
7,62-cm-Flak L/30 in Eisenbahnlafette

Im Sommer 1916 machte Rheinmetall den Vorschlag, sechs der 7,62-cm-O.-Flak L/30 zur besonderen Verwendung auf Eisenbahnwagen zu montieren. Diese Eisenbahnwagen stammten ursprünglich von erbeuteten, russischen Schiffgeschützen. Dadurch entstand die 7,62-cm-Eisenbahnflak L/30. Die einzige Änderung, welche man an den Geschützen der 7,62-cm-O.-Flak L/30 vornahm, war die Montage eines Zielfernrohres neben Kimme und Korn. Dadurch konnte auch bei ungünstigen Lichtverhältnissen das Geschütz ausgerichtet werden.
Der Eisenbahnwagen war ein zweiachsiger Artilleriewagen. Das Geschütz war in der Mitte des Wagens mit dem Boden fest verschraubt. An beiden Wagenenden waren Munitionskästen für insgesamt 196 Schuss und Sitzplätze für acht Soldaten angebracht. Der Wagen verfügte über eine Spindelfahrbremse für die Fahrt und über eine spezielle Bremse für die Schussabgabe. Dabei griffen vier Schienenzangen in die Schienen ein und hielten den Wagen ruhig und verhinderten ein zu starkes Federn. Da der unterste Teil des Wagens nur drei Zentimeter von den Schienen entfernt war, kam es auf Brücken, in Kurven, Kreuzungen und Weichen vor, dass die Schießbremse beschädigt wurde. Um diesem Problem Herr zu werden, sollte der Wagen um drei Zentimeter erhöht werden, was aber nicht umgesetzt wurde. Grund hierfür war, dass die Wagen beim Feuern durch die Schießbremse nicht mehr korrekt gesichert werden konnten.
Von der 7,62-cm-Eisenbahnflak L/30 wurden zwei Eisenbahnflak-Batterien zu je drei Geschützen aufgestellt. Zu jeder Batterie gehörten ein Wohn- und Schlafwagen für die Offiziere und Unteroffiziere, drei Personenwagen für die Mannschaften, ein Güterwagen für Munition, ein Güterwagen für Gerät und ein offener Güterwagen für Messgeräte.

### 7,62-cm-Räderflak L/30 (Kp) (F.K. 00)
Neben Rheinmetall baute auch die Friedrich Krupp AG einige Geschütze zu Flugabwehrkanone um. Darunter gehörte, neben der 7,62-cm-Feldkanone M. 1902, auch die 7,62-cm-Feldkanone M. 1900. Diese wurde ebenfalls in einigen Stückzahlen an der Ostfront erbeutet und zu einer Flugabwehrkanone umgebaut. Diese erhielt den Namen 7,62-cm-Räderflak L/30 (Kp). Bei diesem Geschütz wurde die Lafette so umgebaut, das ein Höhenrichtwert von +62 Winkelgrad erreicht wurde und ein seitliches Richten um 360 Winkelgrad möglich war. Um diese Drehung vollziehen zu können, wurde das Geschütz mit einem Vordersporn ausgestattet, welcher durch eine Radbahn in den Boden gerammt wurde. Auf dieser Radbahn konnten sich die Räder und zeitlich das Geschütz um die eigene Achse drehen. Das gleiche Prinzip wurde bereits bei der 7,7-cm-Flak L/35 angewendet.

### 7,62-cm-Räderflak L/30 (Kp) (F.K. 02)

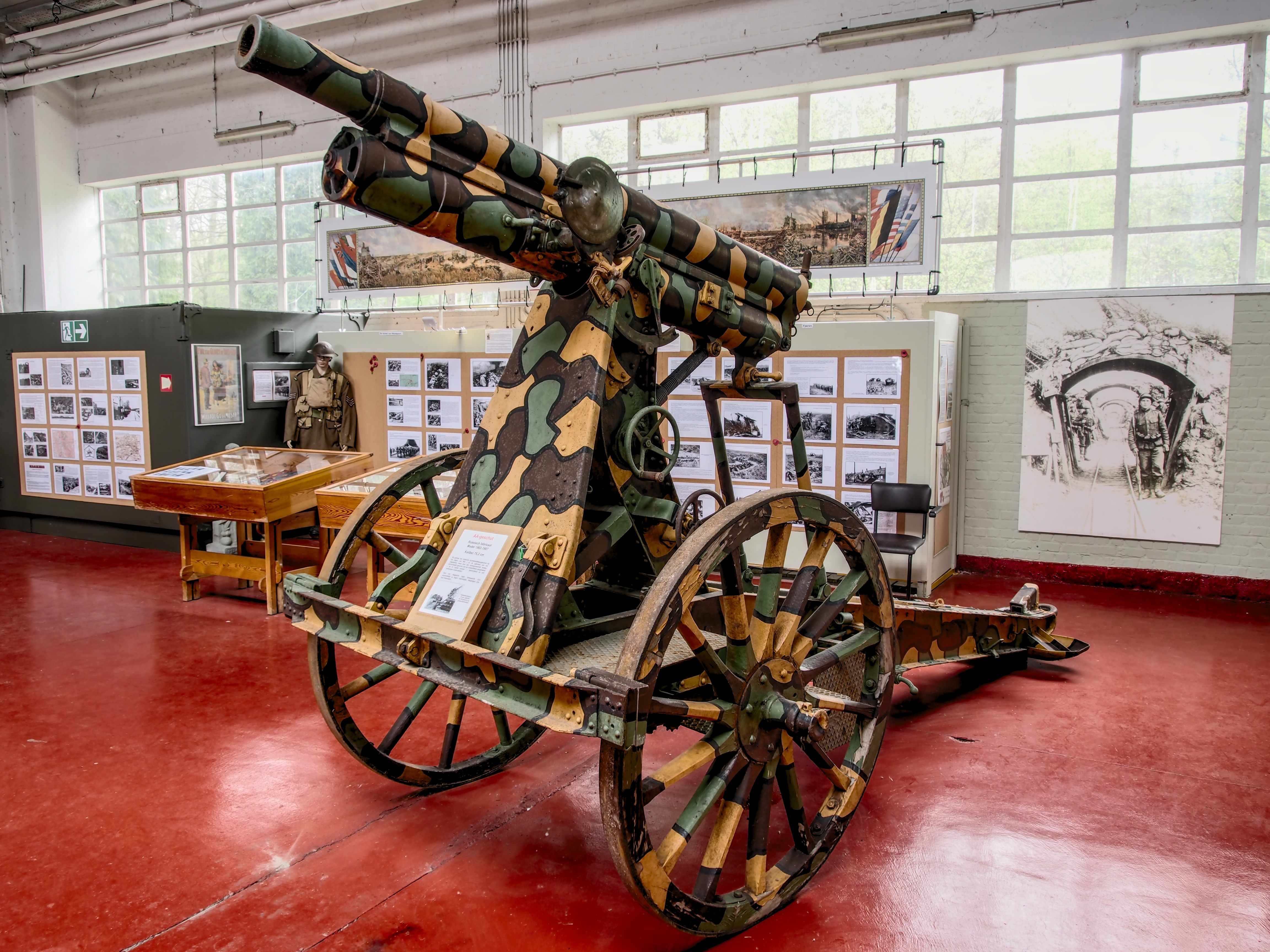
7,62-cm-Räderflak L/30 (Kp) im Museum in Brasschaat

Gena wie der Umbau der F.K. 00 erhielt der Umbau der F.K. 02 die Bezeichnung 7,62-cm-Räderflak L/30 (Kp). Man nahm hierbei das Geschütz und schnitt bei der Lafette einen Teil im hinteren Bereich ab. Dadurch entstand eine neuartige Lafette, welche ein Höhenrichten von bis zu +70 Winkelgrad erhöhte. Das Geschütz selber konnte auf der Lafette nicht seitlich gerichtet werden. Dafür befand sich mittig unter dem Geschütz ein Sporn, welcher in den Boden gerammt werden konnte und das Geschütz ganz leicht anhob. Mithilfe der Räder der Lafette, welche immer noch Bodenkontakt hatten, konnte nun das komplette Geschütz um 360 Winkelgrad gedreht werden. Das neue Geschütz wurde mit der Bezeichnung 7,62-cm-Räderflak L/30 (Kp) in die Truppe eingeführt.
Von dem ursprünglichen Geschütz wurde fast alles übernommen. Lediglich kleine Änderungen wurden vorgenommen oder durch weitere Teile ergänzt. Größte Änderung war hierbei der Einbau eines stärkeren Federvorholers, welcher das Geschützrohr nach der Schussabgabe in die Ausgangsposition brachte. Weiterhin wurden das Geschützschild und die Sitze auf der Achse entfernt. Die Lafette bestand aus zwei Stahlblechwänden, welche mithilfe von mehreren Blechen miteinander verbunden waren. Rechts und links vom Geschütz befanden sich Tritte, um beim seitlichen Richten und Feuern das Laden zu vereinfachen. An der linken Lafettenwand befanden sich noch zwei weitere Tritte, welche für den Richtkanonier und den Geschützführer vorgesehen waren.

### 7,62-cm-Sockelflak L/30 (Kp)

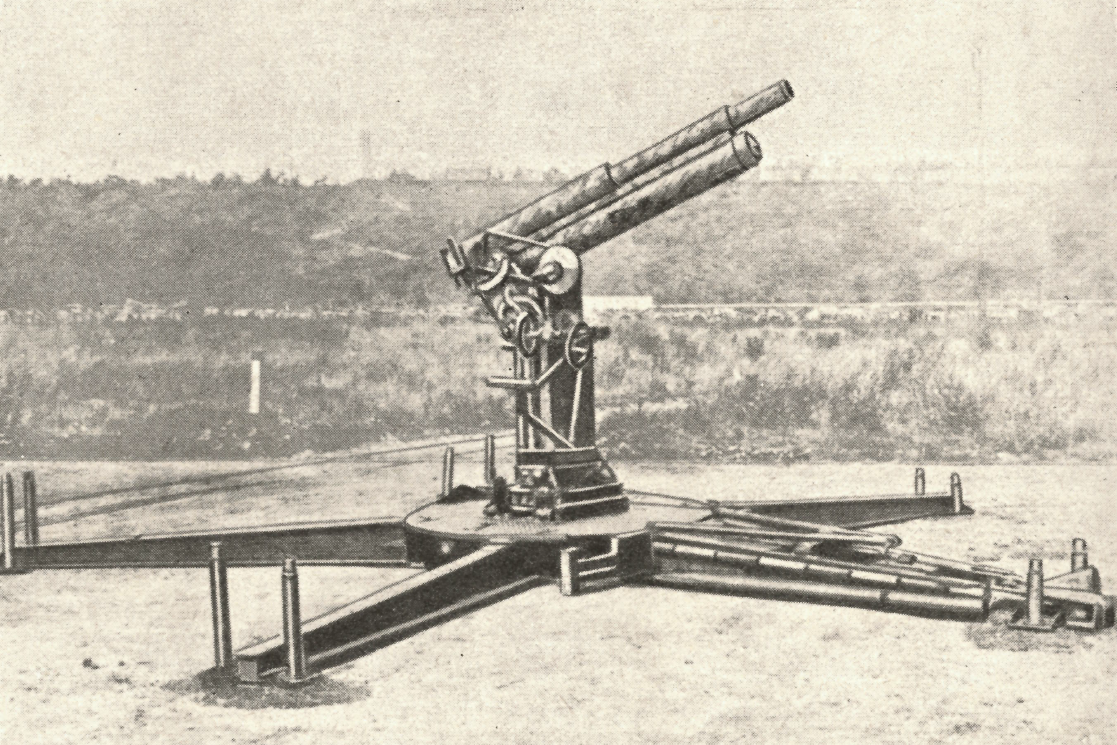
7,62-cm-Sockelflak L/30 (Kp)

Im Dezember 1917 gelangte eine neue Version der  7,62-cm-Flak L/30 an die Front, die 7,62-cm-Sockelflak L/30 (Kp) von Krupp. Auch hier wurde die russische 7,62-cm-Feldkanone M. 1902 genutzt und geringfügig umgebaut. Wie auch bei der 7,62-cm-Räderflak L/30 (Kp) wurde hier der vorhandene Federvorholer durch einen stärkeren ersetzt. Komplett neu gefertigt wurde hier die Oberlafette mit einer neuen Höhen- und Seitenrichtmaschine und die Unterlafette, welche aus einem Sockel, dem Lafettenkörper und einer Plattform mit Auslegern bestand.
Um das Geschütz in die Feuerposition zu bringen wurde der Lafettenkörper angehoben und mittels einer Winde von den Rädern befreit. Nach dem die vier Ausleger angebracht wurden, konnte man an den Enden der Ausleger Erdsporne in den Boden rammen und das Geschütz damit verankern. Die Oberlafette lag auf einem Drehzapfen, welcher das seitliche Richten um 360 Winkelgrad ermöglichte. Auf der rechten Seite befanden sich die Richtanlagen, welche durch den Richtschützen bedient wurden. Der Sitz für den Richtschützen wurde beim Transport abgenommen und an den Zurrstangen befestigt. Auf der Sockellafette war ein Höhenrichten von von 0 bis +70 Winkelgrad möglich.

## Einsatz
Die 7,62-cm-O.-Flak L/30 (Rh), 7,62-cm-Wagenflak L/30 (Rh) und die 7,62-cm-Eisenbahnflak L/30 (Rh) hatten sich in der Truppe gut bewährt. Sie zeichneten sich durch hervorragende ballistische Leistungen aus, was zur damaligen Zeit bei kaum einer Flak vorkam. Damit trug die Flak wesentlich zur Verstärkung der Flugabwehr bei. Die Geschütze kamen bis zum Ende des Ersten Weltkrieges an allen Fronten und im deutschen Gebiet zum Einsatz.
Von der 7,62-cm-Räderflak L/30 (Kp) wurden insgesamt 120 Stück Dezember 1916 an die Truppen geliefert. Die 7,62-cm-Sockelflak L/30 (Kp) kam dabei am besten an, auch wenn sie sehr spät (Dezember 1917) geliefert wurde. Es eignete sich durch den Sockel mit Auslegern bestens zur Bekämpfung von Flugzeugen. Auch von diesem Geschütz gelangten 120 Stück in den Fronteinsatz. Beide Geschütze hatten gute ballistische Leistungen, weshalb sie bei den Bedienmannschaften gut aufgenommen wurden. Die 7,62-cm-Räderflak L/30 (Kp) und die 7,62-cm-Sockelflak L/30 (Kp) kamen hauptsächlich hinter zwischen der Frontlinie und der Artillerie, oder hinter der Artillerie und im rückwärtigen Gebiet zum Einsatz. Da der Aufbau beider Geschütze lange dauerte, war ein direkter Fronteinsatz war deshalb kaum möglich.

## Verbleib
Heute kann eine 7,62-cm-Räderflak L/30 (Kp) in einem sehr guten Zustand im Gunfire Artilleriemuseum im belgischen Brasschaat betrachtet werden.